# Ginástica artística nos Jogos Olímpicos de Verão de 1996 - Equipes femininas
A final por  Equipes Feminina da Ginástica Artística nos Jogos Olímpicos de Verão de 1996  foi realizada no Estádio Olímpico Georgia Dome de Atlanta, no dia 23 de Julho.

## Medalhistas
|  | USA Estados Unidos                                                                                |  | RUS Rússia |  | ROU Romênia                                                                                    |
|  | Amanda Borden Amy Chow Dominique Dawes Shannon Miller Dominique Moceanu Jaycie Phelps Kerri Strug |  | Elena Dolgopolova Rozalia Galiyeva Elena Grosheva Svetlana Khorkina Dina Kochetkova Eugenia Kuznetsova Oksana Liapina |  | Simona Amânar Gina Gogean Ionela Loaieş Alexandra Marinescu Lavinia Miloşovici Mirela Ţugurlan |

## Final
| Pos.              | País               | Opcional | Livre   | Total   |
| ----------------- | ------------------ | -------- | ------- | ------- |
| Medalha de ouro   | USA Estados Unidos | 193.669  | 195.556 | 389.225 |
| Medalha de prata  | RUS Rússia         | 193.796  | 194.608 | 388.404 |
| Medalha de bronze | ROU Romênia        | 193.138  | 195.108 | 388.246 |
| 4                 | CHN China          | 191.933  | 193.934 | 385.867 |
| 5                 | UKR Ucrânia        | 192.308  | 193.533 | 385.841 |
| 6                 | BLR Bielorrússia   | 191.569  | 189.694 | 381.263 |
| 7                 | ESP Espanha        | 189.458  | 188.623 | 378.081 |
| 8                 | FRA França         | 187.094  | 190.621 | 377.715 |
| 9                 | HUN Hungria        | 188.520  | 188.944 | 377.464 |
| 10                | AUS Austrália      | 186.845  | 188.570 | 375.415 |
| 11                | GRE Grécia         | 183.532  | 187.759 | 371.291 |
| 12                | JPN Japão          | 183.418  | 183.644 | 367.062 |

Referências
- Resultados da ginástica artística em 1996 - Sports-Reference.com(em inglês)